# Teatro cinese
Il teatro cinese ha origini antichissime. Fino all'introduzione in Cina dei generi teatrali occidentali, alla fine del XIX secolo, il teatro cinese ha in gran parte coinciso con la cosiddetta opera cinese, che si è sviluppata in una miriade di generi diffusi nelle varie province della Cina.
Altre forme tradizionali di spettacolo sono le ombre cinesi e il teatro di marionette e burattini.

## Teatro cinese classico

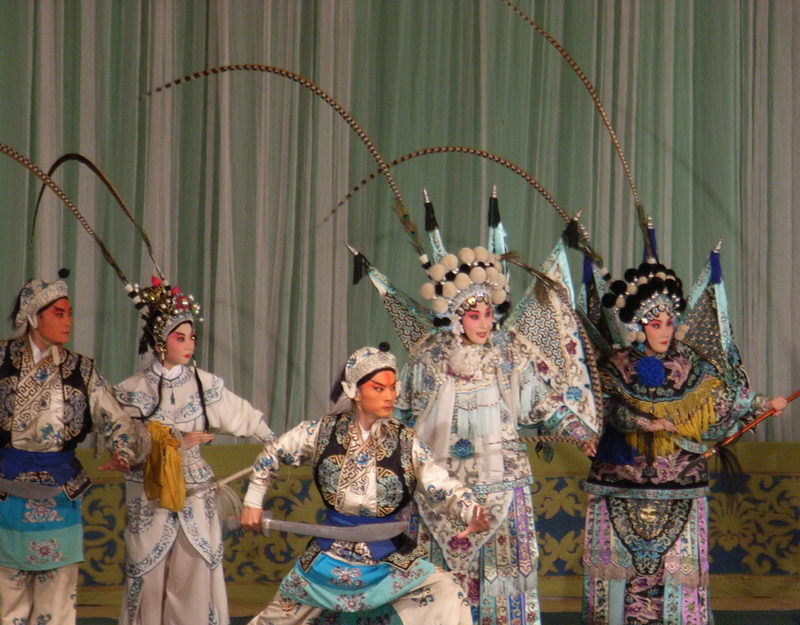
Spettacolo di opera cinese

Le origini del teatro cinese vengono fatte risalire ad antichi riti sciamanici, collegati al culto delle varie divinità e degli spiriti. Il canto e la danza che facevano parte di questi riti col tempo hanno perso molto della loro valenza religiosa ed hanno assunto sempre più la forma di veri e propri spettacoli. Le prime forme documentate di spettacoli drammatici risalgono alla dinastia Tang (618-907): si tratta di dialoghi fra due soli personaggi, probabilmente improvvisati. L'imperatore Xuanzong (712–755), fondò vicino suo palazzo un'accademia, i cui migliori attori erano ammessi a recitare alla sua presenza nel Giardino delle Pere (梨园/梨園; líyuán). Ancora oggi i professionisti dell'opera cinese vengono chiamati Discepoli del Giardino delle Pere (梨园弟子/梨園弟子, líyuán dìzi).
Il teatro cinese classico prende forma sotto la dinastia Song, intorno al XII secolo, nella Cina meridionale, dove canti e ballate popolari confluiscono nel genere Nanxi. Dopo le invasioni tartare, sotto la dinastia Yuan (1234-1368) si sviluppa nella Cina settentrionale il teatro Zaju. Il teatro del periodo Yuan è caratterizzato dai primi drammi scritti da letterati, che introdussero oltre ai tradizionali temi mitologici e storico-epici anche temi legati alla società contemporanea. Si trattava sempre di teatro musicale, che utilizzava un repertorio consolidato di melodie sulle quali gli autori adattavano i loro testi.
Da queste prime forme di teatro hanno preso origine molteplici forme di opera cinese, fra le quali la più nota in Occidente è l'Opera di Pechino.

### Teatro di figura
Del teatro classico cinese fanno parte anche alcune forme tradizionali di teatro di figura.

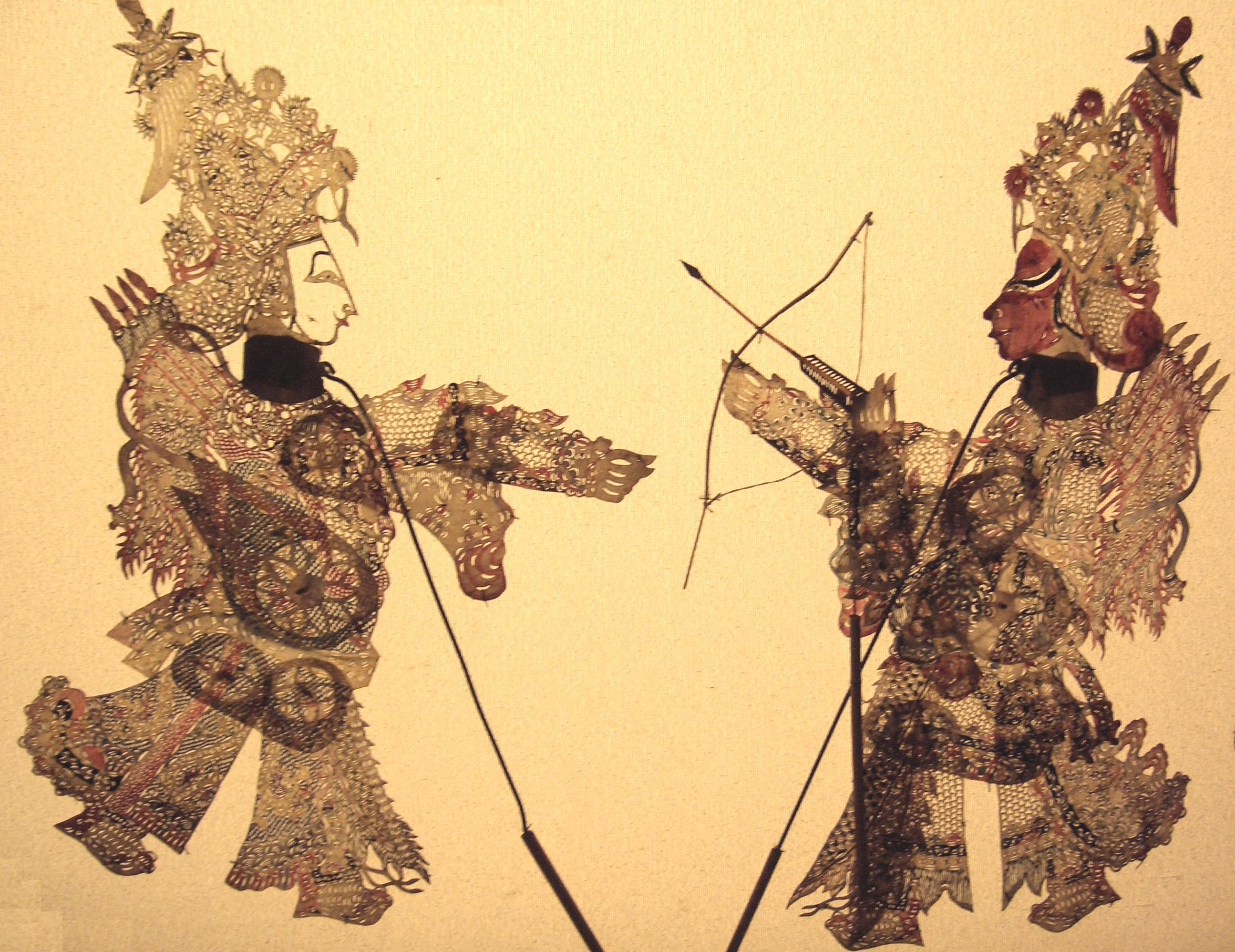
Figure del teatro d'ombre cinese

Il teatro d'ombre (中國影戏 Zhōngguó yǐngxì) ha origini molto antiche. La tradizione fa risalire la nascita del genere alla dinastia Han (206 a.C.-220 d.C.), ma in realtà il teatro d'ombre si affermò sotto la dinastia Song (960-1279). Gli influssi del teatro musicale, nei secoli successivi, trasformarono il genere da semplice racconto di cantastorie in una forma di spettacolo complessa, con musiche simili a quelle dell'opera cinese.
Esistono due generi di ombre: le ombre di carta (纸影戏 zhǐyǐngxì) e le ombre di cuoio (皮影戏 píyǐngxì). Le figurine ritagliate, che riproducevano personaggi, animali ed esseri fantastici, venivano mosse dietro uno schermo di carta o di tessuto leggero per mezzo di bastoncini, e i movimenti degli arti erano comandati da fili. Anche le scene erano costituite da sagome ritagliate che raffiguravano pagode, ponti, montagne.
Come per l'opera cinese, anche il teatro d'ombre si è evoluto in numerosi generi regionali. Ciò non ha impedito, tuttavia, che questa forma tradizionale di spettacolo conoscesse un lungo periodo di declino (nel 1949 a Pechino era rimasta una sola compagnia di teatro d'ombre). Il genere è tornato però a suscitare nuovo interesse negli ultimi decenni, anche ad opera del crescente turismo che ha portato a rivalutare le forme di spettacolo tradizionali.

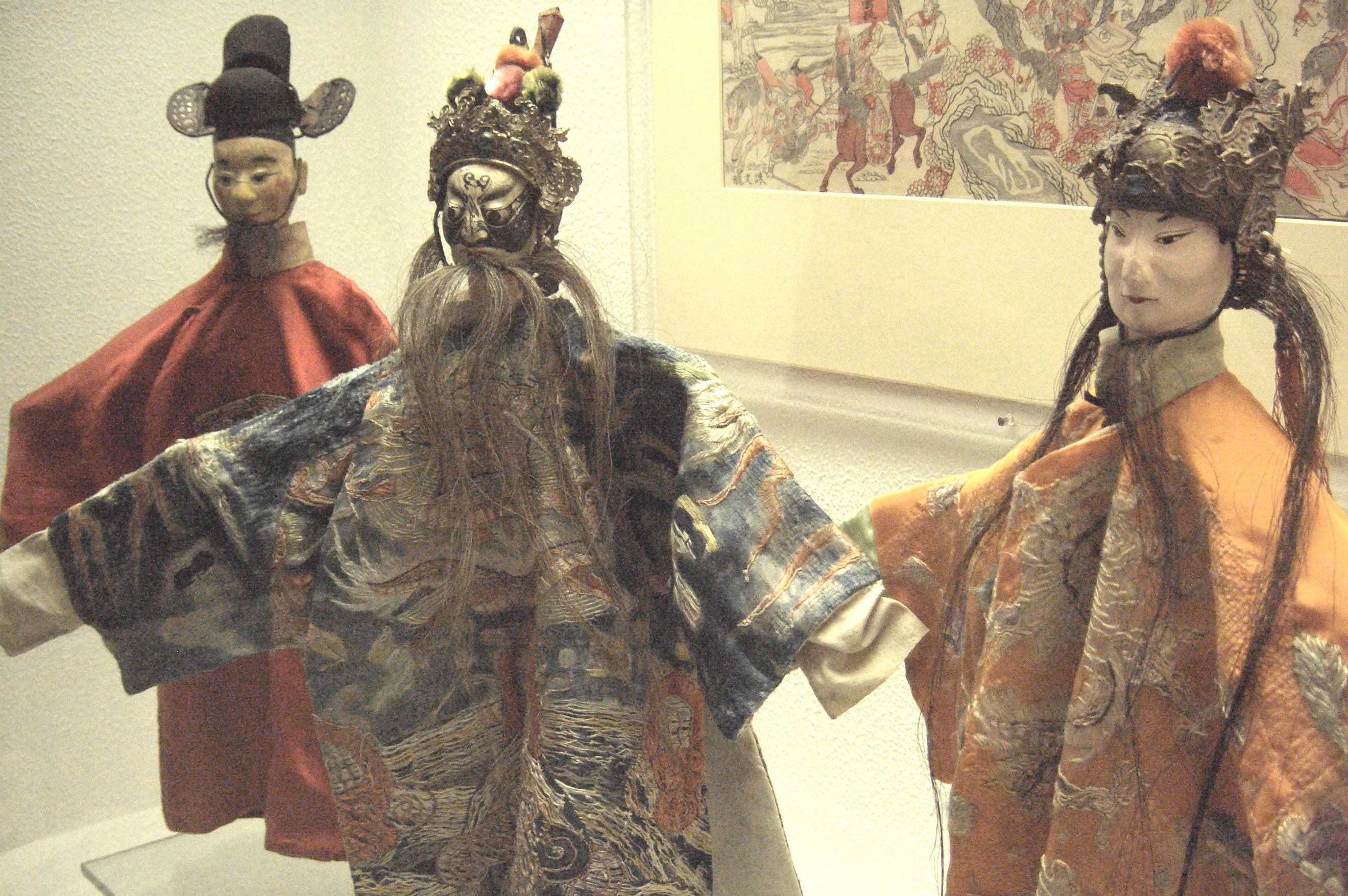
Marionette della dinastia Qing

Anche il teatro di burattini e marionette (木偶戏 mùǒuxì) in Cina ha origini molto antiche. Spettacoli di marionette e burattini sono già descritti sotto la dinastia Tang (618-907), ma ebbero la massima diffusione sotto le dinastie Song (960-1279) e Yuan (1280-1368).
Il teatro di marionette vede due diversi tipi di figure: le marionette a bacchetta e le marionette a fili. Le marionette a bacchetta sono controllate da bastoncini di legno o bambù, il principale dei quali è inserito all'altezza del collo per controllare la testa, ed altri minori alle mani e ai gomiti. La testa e le mani sono intagliate nel legno o modellate in ceramica, o più semplicemente in cartapesta. Durante la dinastia Ming erano molto popolari nelle province di Guangdong, Fujian e Guizhou, e si sono poi diffuse in molte regioni della Cina. La loro grandezza può variare da qualche decina di centimetri al metro e mezzo ed oltre.
Le marionette a fili sono generalmente alte circa mezzo metro, hanno la testa intagliata nel legno e il corpo fatto di bambù intrecciato. Sono controllate da fili, generalmente 16, ma che possono essere solo cinque come per le marionette di Heyang, Shaanxi o arrivare fino a 30 per movimenti molto complessi.
Il teatro di burattini è originario della provincia di Fujian, in particolare in Quanzhou e Zhangzhou, dove apparve intorno al XVI secolo, e si è poi diffuso in Guangdong, a Taiwan e in altre regioni della Cina meridionale. I burattini, alti una trentina di centimetri, hanno la testa, le mani e i piedi intagliati nel legno, mentre il resto del corpo è costituito di stoffa e imbottitura. Il burattinaio anima la figura inserendo la mano all'interno del corpo, e controllando con le dita i movimenti della testa e degli arti. Burattinai esperti riescono a far compiere alle figure ogni genere di acrobazie e di movimenti complessi.

## Teatro cinese moderno
Nel 1907, a Tokyo, in Giappone, un gruppo di intellettuali cinesi fondò la Società del salice primaverile (春柳社 Chūnliǔ shè) per la diffusione del teatro parlato (话剧 huàjù), ispirato ai generi teatrali occidentali.

Le prime opere huàjù messe in scena nel 1907 a Tokyo furono Chahua nü, un adattamento de La dame aux camélias di Dumas figlio e una riduzione de La capanna dello zio Tom di Harriet Beecher Stowe: Il grido dello schiavo nero al cielo (Hēinú yùtiān lù 黑奴籲天錄). La Società del salice primaverile operò fino al 1909, quando la maggior parte dei membri fece ritorno in Cina.
I primi drammi del teatro parlato furono mal accolti dal pubblico cinese, impreparato ed affezionato al teatro cinese classico. A questo generale sfavore si aggiungevano il dilettantismo delle compagnie e la mancanza di formazione degli attori. Non esistevano infatti scuole che insegnassero le tecniche di recitazione occidentale, mentre il teatro d'opera cinese vantava una lunga tradizione di scuole prestigiose.
Nel 1912 a Shanghai fu fondata la società letteraria Illuminazione (开明社 Kāimíng shè) che si prefiggeva tra l'altro la diffusione dei generi teatrali moderni. Le nuove opere teatrali vennero dette commedie civili (wénmíngxì 文明戏).

Molti scrittori cinesi degli anni venti e trenta si cimentarono nella traduzione del teatro occidentale, ma la progressiva affermazione del teatro huàjù fu dovuta soprattutto al successo del cinema, che familiarizzò il pubblico con temi e tecniche di recitazione diversi da quelli del teatro tradizionale cinese.

Fra le opere più importanti di questo periodo è da citare Míng yōu zhī sǐ (名优之死 La morte di un famoso attore d'opera, 1929) di Tian Han, che descrive la lotta di un anziano attore contro la corruzione e il dispotismo.
Il temporale (雷雨 Léiyǔ, 1933) di Cáo Yǔ fu il primo grande successo contemporaneo. Si tratta di un dramma in quattro atti che descrive la disgregazione della famiglia Zhou come metafora della decadenza della Cina feudale. Lo stesso autore, nel 1940, scrisse L'uomo di Pechino (北京人 Běijīng rén), una forte condanna della struttura familiare cinese. Entrambi i drammi furono rappresentati in Cina negli anni cinquanta dal Teatro d'Arte del Popolo di Pechino.
Nel 1942 Guō Mòruò scrisse il dramma Qū Yuán(屈原) in cui descriveva le vicende del poeta del IV secolo a.C. in un'ottica moderna e politica.
Autori importanti degli anni Cinquanta furono Lao She, I bassifondi di Longxu (Lóngxūgōu 龙须沟 1951), Casa da tè (茶館 Cháguǎn 1957) e Tian Han, Guān Hànqīng (关汉卿 1959).
Con l'avvento della Repubblica Popolare, le attività artistiche vissero una stagione di grande vivacità. Nel 1949 fu fondata l'Associazione dei drammaturghi cinesi, nel 1950 l'Istituto centrale di drammaturgia. Cáo Yǔ diresse a Pechino il Teatro d'arte popolare.
Nel 1950 fu costituito il Comitato centrale per la riforma teatrale diretto dalle scrittore Zhou Yang. In questo periodo vennero banditi dalle scene molti lavori teatrali, con motivazioni ideologiche: le accuse andavano dal pessimismo alla superstizione, fino alla pornografia.
Dalla metà degli anni Cinquanta, il teatro huàjù perse interesse, mentre si rinnovava invece l'opera cinese. Si affermò un nuovo genere che univa musica e danze al teatro parlato, come il musical occidentale.
Nel 1964, a Pechino, si tenne un Festival dell'opera di contenuti contemporanei. Nel corso di un dibattito, Jian Qing, moglie di Mao, dettò le regole per il futuro del teatro negli anni successivi. Il 10 novembre 1965, un articolo del Wenhuibao firmato da Yao Wenyuan Ping xinbian lishiju Hai Rui baguan (A proposito del nuovo dramma storico La destituzione di Hai Rui) attaccava violentemente l'autore del dramma, Wu Han. Il dramma storico, pubblicato nel 1961, raccontava la vicenda di Han Rui, un funzionario dell'epoca Ming destituito per aver osato criticare l'operato dell'imperatore. Yao Wenyuan sosteneva che l'opera di Wu Han era in realtà una critica mascherata della politica di Mao e che la figura di Han Rui alludeva al maresciallo Peng Dehuai, destituito quando si era opposto alla politica del "Grande Balzo" e alle comuni popolari.

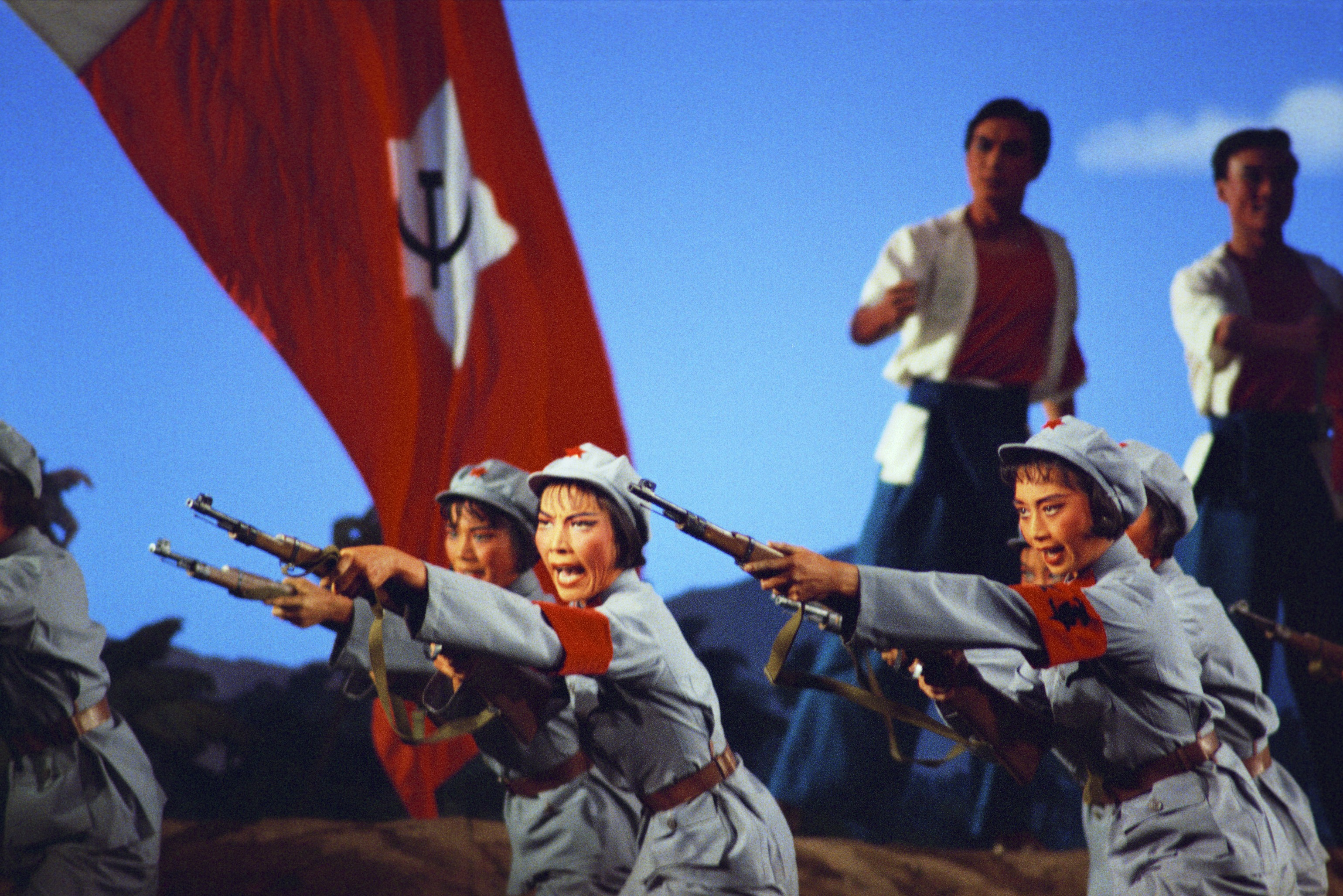
Scena da Il distaccamento rosso delle donne (红色娘子军 Hóngsè Niángzǐjūn)

Questo episodio fu una delle scintille che innescarono la Rivoluzione Culturale, durante la quale l'attività teatrale conobbe un periodo di grave difficoltà. Le compagnie vennero sciolte, le opere straniere bandite dalle scene, come tutto il teatro cinese contemporaneo.

Tutto il repertorio dell'opera cinese venne censurato, ad eccezione di poche opere modello (样板戏 yàngbǎnxì) che rispecchiavano l'ideologia della Rivoluzione Culturale. I testi venivano sottoposti a continue riscritture, per rispecchiare i cambiamenti di indirizzo politico.
Alla fine degli anni Settanta, col tramonto della Rivoluzione Culturale, la vita teatrale cinese riprese energia e le opere bandite tornarono sulle scene. Il teatro huàjù conobbe una stagione di rinnovamento. Di questo periodo è il successo di Nel silenzio (Yú wú shēng chù 于無声処, 1979) di Zong Fuxian.

### Teatro cinese classico
Per l'opera cinese, vedi la bibliografia della voce Opera cinese.

#### Teatro di figura
- Jacques Pimpaneau, Des poupées à l'ombre: le théâtre d'ombres et de poupées en Chine. Paris : Université Paris 7e, 1977.
- Lucia Fornari Schianchi, cura. Ombre cinesi e quadri in ferro, catalogo della mostra, Roma, Palazzo Brancaccio, 22 novembre-8 dicembre 1985 / a cura di ; con testi di Marco Müller ed altri. Roma, 1985
- The Taipei Puppet Theatre Museum: work in progress, basic facts sheet. - Taipei, 1999

### Teatro cinese moderno
- T. Chou Mano e Sergio Morando, a cura di, Il teatro cinese antico e moderno, numero monografico della rivista Sipario, n. 140, dicembre 1957.
- Sergei Obraszow. Theater in China. Berlin, Henschelverlag, 1963.
- Colin Mackerras. The Chinese Theatre in Modern Times. From 1840 to the Present Day. London, Thames & Hudson, 1975.
- Giorgio Mantici e Alessandra Mantici Cavegnino. Il teatro cinese contemporaneo in: Teatro contemporaneo, a cura di Mario Verdone. Roma, 1986, v. 3, p. 219-241.
- Zhao, Henry Y.H. Towards a Modern Zen Theatre: Gao Xingjian and Chinese Theatre Experimentalism. University of London: School of Oriental and African Studies, 2000
- Xiaomei Chen. Acting the Right Part. Honolulu, University of Hawaii Press, 2002